# Jurij Petrovič Artjuchin
Jurij Petrovič Artjuchin (Peršitino, 22 giugno 1930 – Città delle Stelle, 4 agosto 1998) è stato un cosmonauta sovietico.
Nato a Peršitino nell'Oblast' di Mosca, è entrato nell'Aeronautica Militare Sovietica e si è laureato in ingegneria. È stato selezionato come cosmonauta nel 1963 e avrebbe dovuto volare sulla Voschod 3, ma la missione fu cancellata. Andò nello spazio nel 1973 con la Sojuz 14, con cui effettuò il suo unico volo spaziale. Congedatosi dall'Aeronautica Militare con il grado di colonnello e lasciato il corpo dei cosmonauti nel 1982, continuò a lavorare nell'ambito del programma spaziale sovietico e fu coinvolto nell'addestramento dei cosmonauti e nello sviluppo della navetta spaziale sovietica del Programma Buran. Morì a Città delle Stelle all'età di 68 anni.